# Żabianka (Gdańsk)

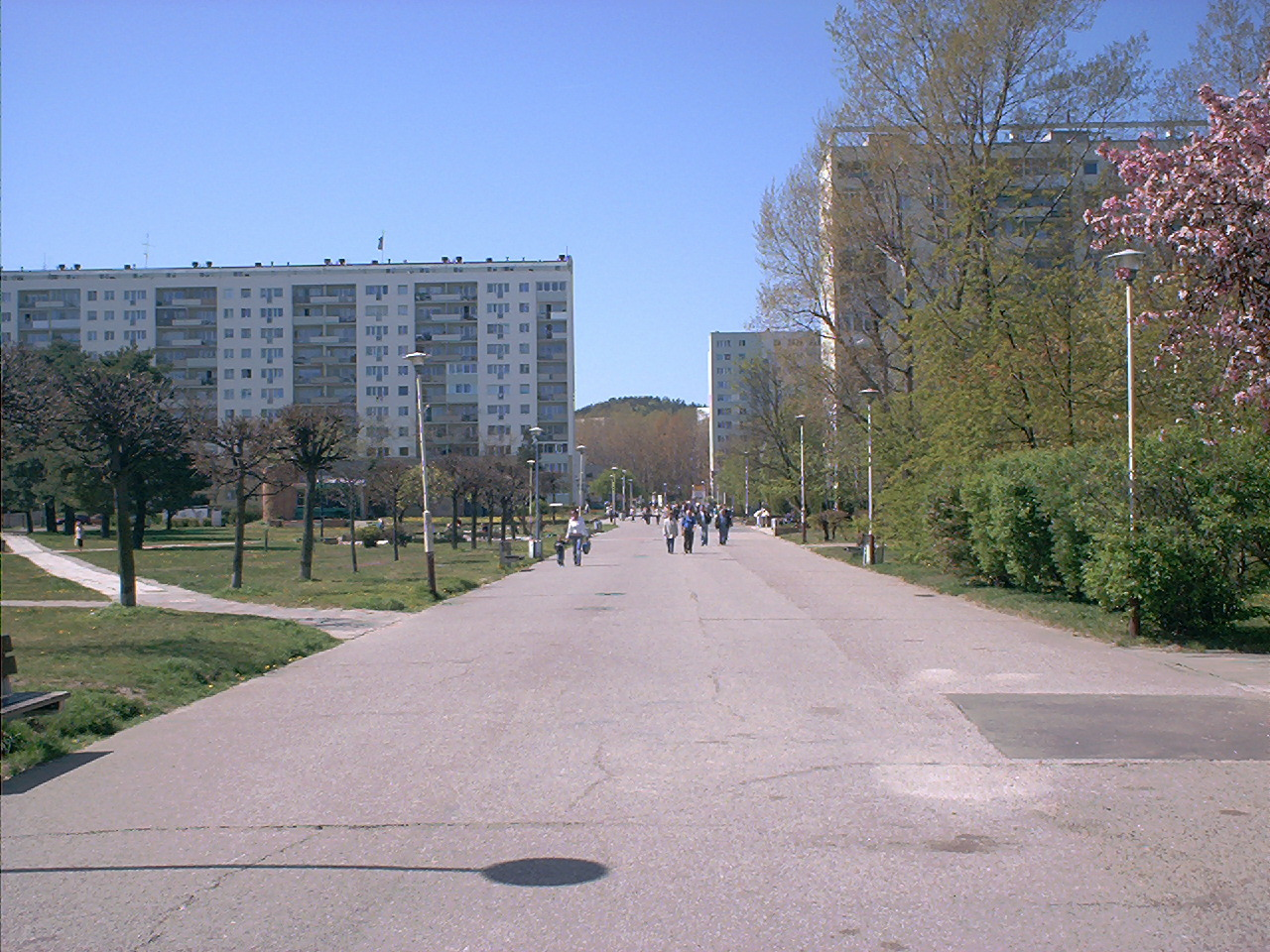
Deptak na Żabiance

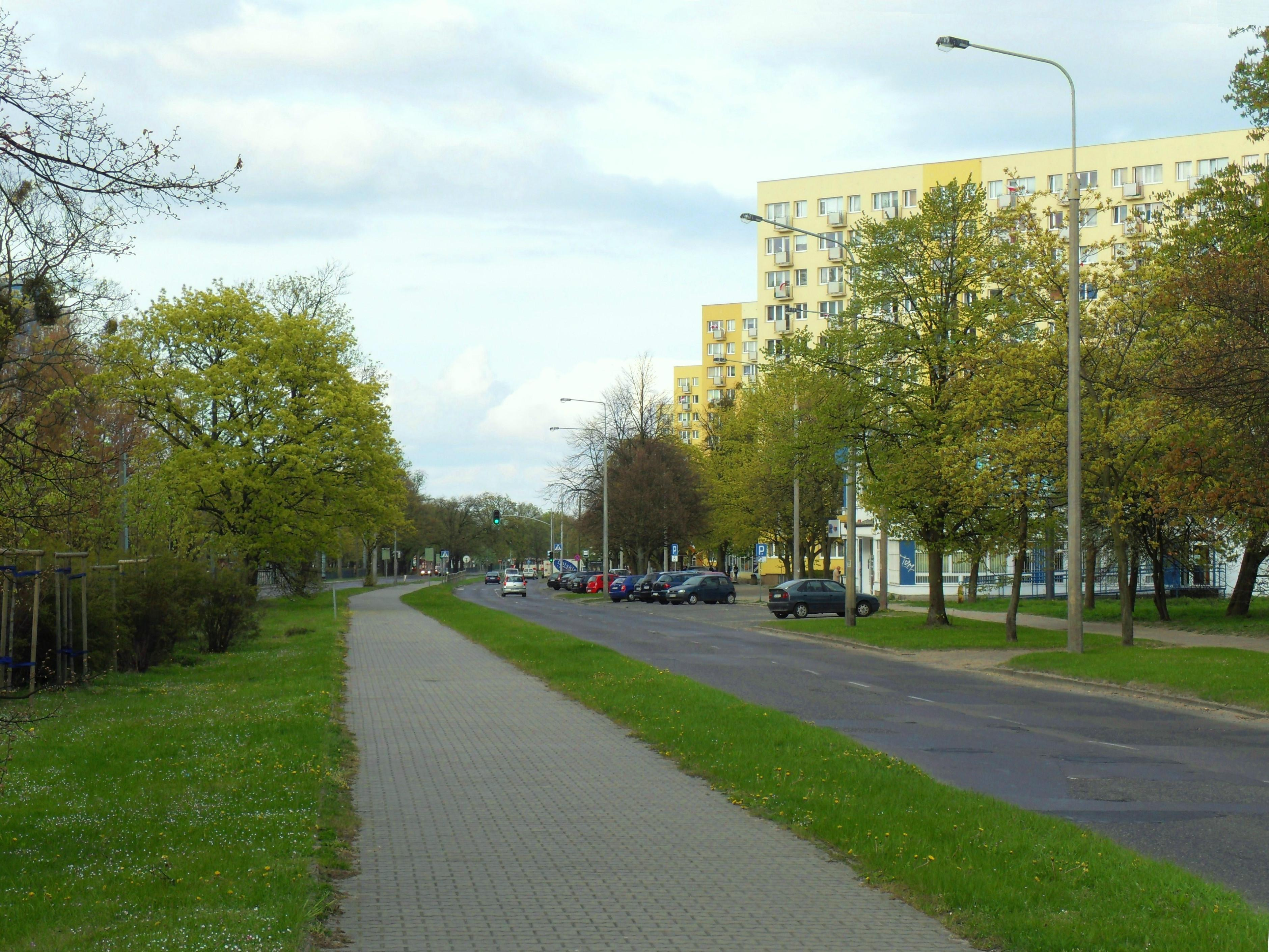
Ul. Pomorska na Żabiance

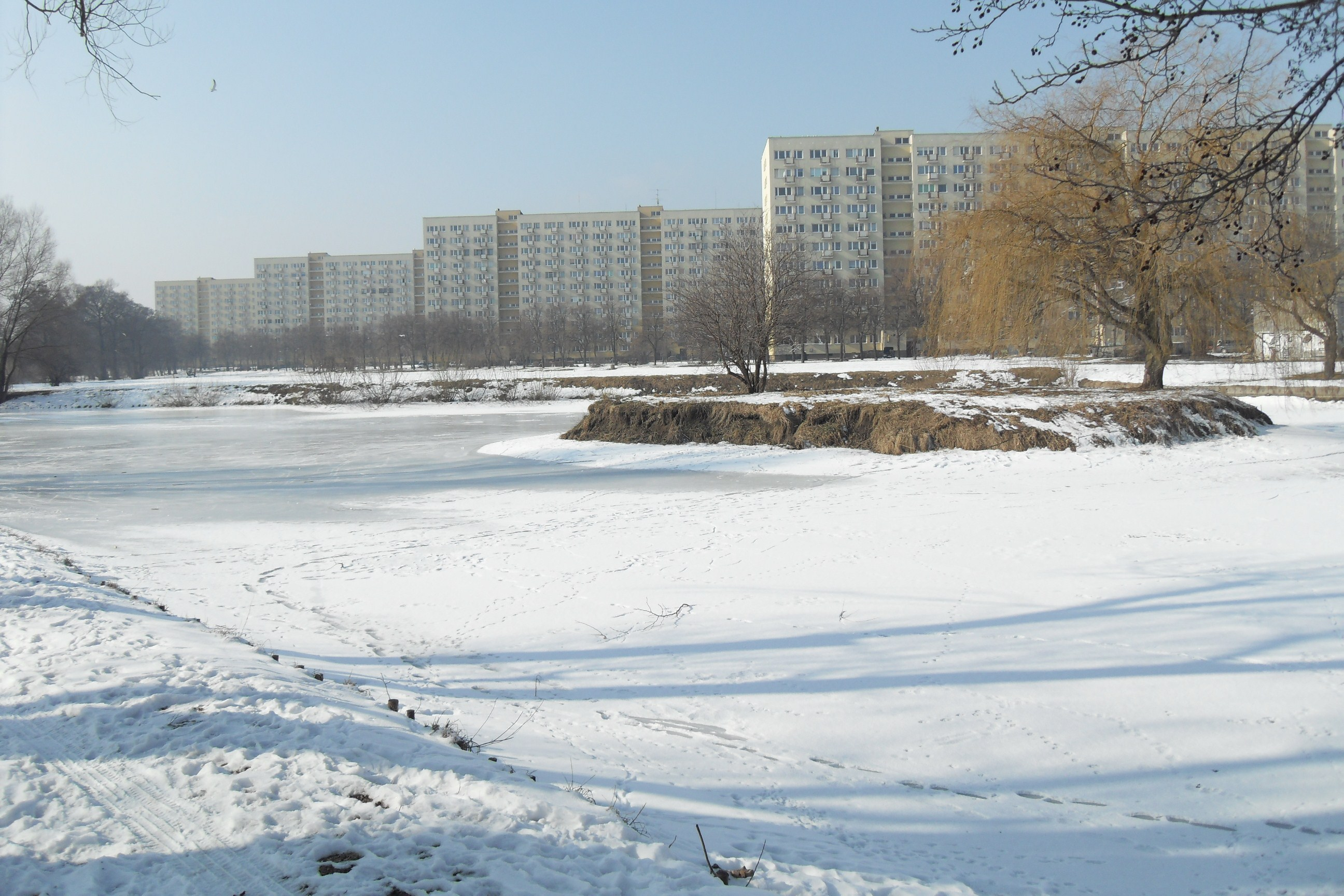
Żabianka od strony Przymorza

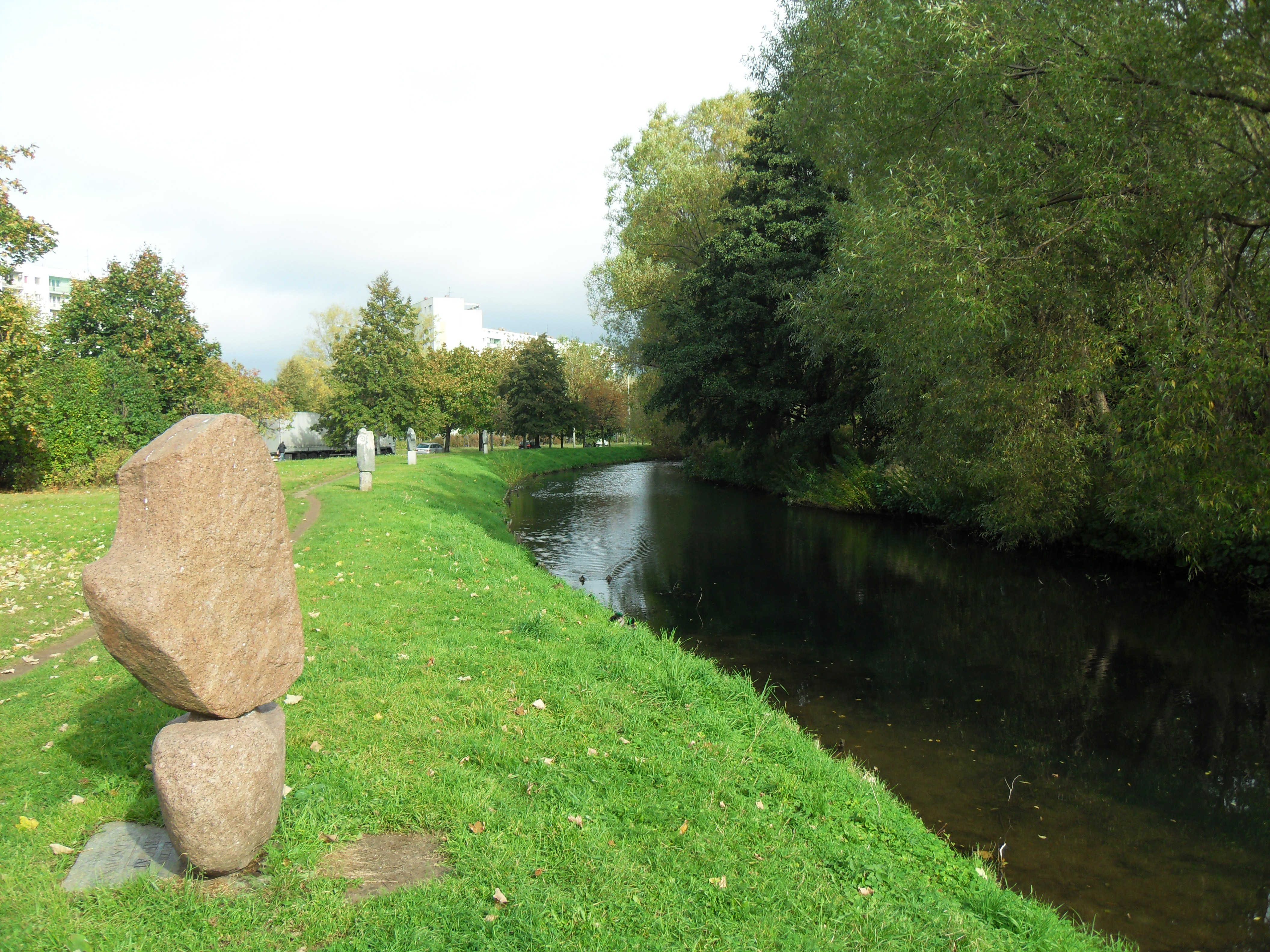
Galeria rzeźby Alfonsa Łosowskiego nad Potokiem Oliwskim

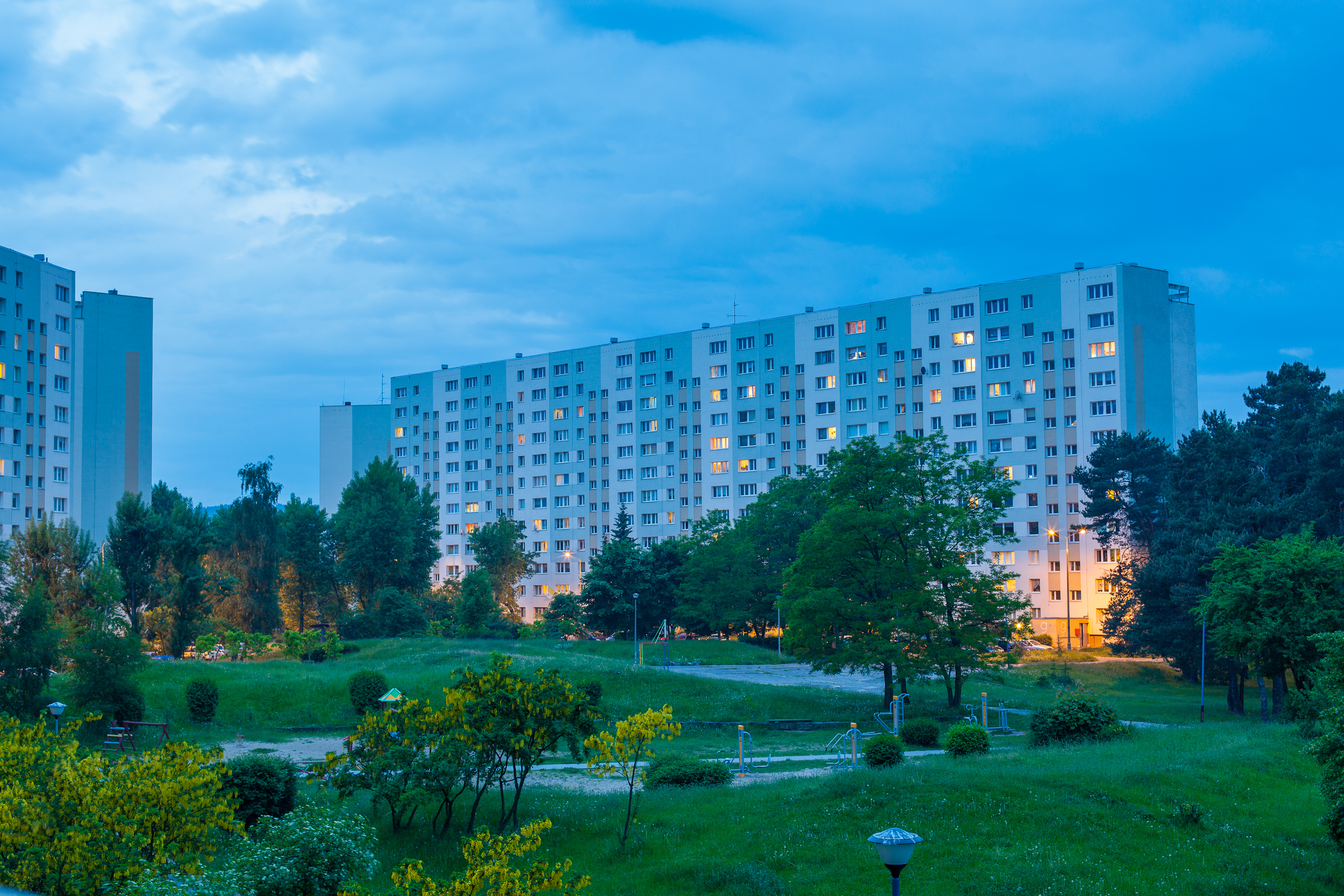
Zieleń pomiędzy budynkami

Żabianka (kaszub. Żabiónka, niem. Poggenkrug) – część gdańskiej dzielnicy administracyjnej Żabianka-Wejhera-Jelitkowo-Tysiąclecia.

## Położenie
Żabianka położona jest nad Potokiem Oliwskim, na północnym krańcu Gdańska, graniczy z sopockim osiedlem Karlikowo. Od wschodu graniczy z innymi częściami dzielnicy administracyjnej: Osiedlem Wejhera i Osiedlem Tysiąclecia. Od południa graniczy z Przymorzem Małym a od zachodu z dzielnicą Oliwa.

## Historia
Dawne nazwy: Frischwasser (XVIII wiek), Poggenkrug (1874, 1938).
Najwcześniejsze dzieje osadnictwa na terenie Żabianki sięgają prawdopodobnie XVII/XVIII wieku. Wtedy to istniał na tych terenach staw, zwany Żabim Stawem. Powstała nad nim osada, która w niemieckich przekazach nosiła nazwę Poggenkrug – po polsku Żabia Karczma. Obecna nazwa powstała od pierwszego członu nazwy stawu – przymiotnika Żabi, po dodaniu doń popularnego ówcześnie formantu toponimicznego -anka. Osada była niewielkich rozmiarów, jednakże istniała tu gospoda. Od niej bierze nazwę ulica Gospody, która przebiega przez miejsce jej lokalizacji.
Na terenie osiedla, przy ulicy Pomorskiej 94, nad stawem zasilanym przez Potok Oliwski, znajduje się zabytkowy młyn, tzw. Dwór Günthera (niem. Günthershof). W tym budynku 7 października 1697 roku ze swoimi polskimi stronnikami spotkał się brat Ludwika XIV, książę Conti Franciszek Ludwik Burbon, wybrany 27 czerwca na sejmie elekcyjnym na króla polski.
Znajdowały się tu pola na gruntach wsi Jelitkowo (1794) oraz karczma na gruntach Jelitkowa (XIX wiek).
Żabianka została włączona w granice administracyjne Gdańska w 1926.
Spółdzielnia Mieszkaniowa Osiedle Młodych przystąpiła w 1966 do budowy osiedla przy ul. Pomorskiej i ul. Wejhera. Osiedle, posiadające cechy wielkiego zespołu mieszkaniowego, powstało na początku lat 70. XX wieku. W połowie lat 70. został otwarty przystanek Szybkiej Kolei Miejskiej Gdańsk Żabianka; pierwotnie planowaną nazwą przystanku była Gdańsk Bitwy Oliwskiej. Dziś przystanek nosi nazwę Gdańsk Żabianka-AWFiS.
W okresie PRL na osiedlu znajdował się szybowiec IS-4 Jastrząb – przedstawiciel pierwszej powojennej serii polskich szybowców akrobacyjnych, stacjonujący wcześniej na lotnisku we Wrzeszczu; a także dekoracyjna gwiazda.
W latach 2009–2010 została zbudowana Wieża Leszka Białego, jedenastokondygnacyjny budynek wielorodzinny przy ul. Chłopskiej.

## Mieszkańcy
Obecnie mieszkańcy osiedla „Żabianka” zasiedlają 4210 mieszkań w 34 budynkach. Spółdzielnia prowadzi klub osiedlowy „Feluka”. Krajobraz Żabianki w 1992 wzbogacił kolejny, 11-kondygnacyjny blok ze 168 mieszkaniami, wybudowany przy ul. Pomorskiej 13, gdzie wcześniej mieściła się fabryka lamp „Polam”.
Miejscem spotkań mieszkańców jest szeroki deptak łączący skrzyżowanie ulic Pomorskiej z Chłopską z przystankiem SKM Gdańsk Żabianka-AWFiS. Na terenie osiedla znajduje się wiele punktów handlowo-usługowych, dwa ośrodki zdrowia, Wyższa Szkoła Zdrowia, a także przedszkola, szkoły, kilka boisk oraz place zabaw.

## Komunikacja
Na ul. Pomorskiej znajdują się linie tramwajowe, wokół osiedla przystanki autobusów miejskich, w zachodniej części przystanek SKM Gdańsk Żabianka-AWFiS. Wzdłuż południowej granicy osiedla prowadzi Potok Oliwski.

## Obiekty
- Kościół pw. Chrystusa Odkupiciela
- Kościół pw. Matki Bożej Fatimskiej
- Liceum ogólnokształcące Collegium Gedanense[9]
- Oddział Narodowego Banku Polskiego
- Wyższa Szkoła Zarządzania w Gdańsku
- Zespół Szkół Sportowych i Ogólnokształcących im. Janusza Kusocińskiego[10]
- Zespół Kształcenia Podstawowego i Gimnazjalnego nr 8[11]
- Nieczynna ceramiczna fontanna Edwarda Roguszczaka na pl. Wyszyńskiego, mająca symbolizować spękaną ziemię[12]
- Biblioteka Żabianka (Filia WMBP)
- Zakład Pogrzebowy Lilia[13]